# Hosanna
Hosana es una palabra litúrgica utilizada por el judaísmo y por el cristianismo. En el judaísmo, es siempre utilizada en su forma hebrea original, Hoshana.

## Etimología
La palabra hosanna (latín hosanna, griego ὡσαννά, hōsanná) deriva del hebreo הושיעה־נא, הושיעה נא hôshia-nā' que es la forma corta para hôšî‘â-nā' del arameo הושע נא que significa "salva, rescate, salvador".
En la Biblia se utiliza solo en el sentido de "ayuda, socorro" o "da(nos) la salvación" (Salmos 118,25).
Se utiliza en numerosos versículos del Nuevo Testamento, que incluyen "¡Hosanna! ¡Bendito es el que viene en el nombre del Señor!" (Marcos 11.9), "¡Hosanna en las alturas!" (Marcos 11.10); "¡Hosanna al Hijo de David!" (Mateo 21.9).
La antigua interpretación "¡Salva(nos), ahora!", basada en el Salmo 118:25, no explica plenamente el uso de la palabra en los Evangelios como grito de júbilo, y esto ha dado lugar a discusiones complejas.

## Uso litúrgico en diferentes tradiciones
En un contexto litúrgico se refiere a una exclamación que expresa una apelación a la ayuda divina usada en los salmos y a una exclamación de júbilo en la liturgia cristiana y judía.

### Judaísmo
En liturgia judía, la palabra se aplica específicamente al Servicio de Hosanna, un ciclo de oraciones del que una selección se canta cada mañana durante Sucot, la Fiesta de las Cabañas o Tabernáculos. El ciclo completo se canta en el séptimo día del festival, el cual se denomina Hoshaná Rabá (הושענא רבא, "Gran Hosanna").

### Cristianismo
"Hosanna" fue la exclamación de alabanza hecha en reconocimiento de la mesianidad de Jesús en su entrada triunfal en Jerusalén, "¡Hosanna! ¡Bendito el que viene en el nombre del Señor!"
Se utiliza de la misma manera en las alabanzas cristianas, especialmente el Domingo de Ramos, que conmemora el evento de la entrada a Jerusalén mentado más arriba, y en las oraciones del Sanctus y Benedictus recitadas o cantadas durante una Eucaristía.

## Otros ejemplos de uso moderno
El Himno Hosanna, basado en la frase Hosanna, es un himno tradicional de la Iglesia Morava escrito por el obispo cristiano Gregor de Herrnhut cantado el Domingo de Ramos y el primer domingo de Advenimiento. Es antifonal, compuesto de llamada y respuesta; tradicionalmente es cantado entre las congregaciones de niños y adultos, aunque no es inusual que se haga de otras maneras, como entre coro y congregación o en medio de coros de trombones.
El arquitecto Frank Lloyd Wright utilizó la palabra en su famosa exclamación "¡Hosanna! ¡Un cliente!", después de asegurar una comisión rompiendo un largo período de sequía.
Hosanna es también el nombre de una de las canciones en la ópera rock de 1971 Jesucristo Superstar. La canción cubre la entrada de Jesús a Jerusalén, al igual que en los pasajes Bíblicos expuestos anteriormente. Jesús es brevemente acosado por el gran sacerdote Caifás pero las personas le celebran como el Mesías. Hay una repetición del coro cuando Jesús es enviado ante el Rey Herodes.
Muchas canciones usadas en las iglesias se llaman Hosanna, como las canciones escritas por la cantante de Nueva Zelanda Brooke Ligertwood (lanzadas en los álbumes de 2007 de Hillsong United All of the Above y en vivo en Saviour King e interpretada por el grupo canadiense Starfield en su álbum I Will Go); otra canción por Paul Baloche en su álbum de 2006 A Greater Song; otra por el artista evangélico Kirk Franklin, y otra por Andrew Peterson en su álbum de 2008 Resurrection Letters, Volume Two. La canción de Sidney Mohede, Hosanna (Be Lifted High), fue incluida en el álbum de Israel Houghton, Love God, Love People, publicado en 2011 y ganador de un Premio Grammy. En el musical de Broadway 1776 la palabra es utilizada repetidamente durante el coro de la canción "Cool, Cool, Considerate Men".
A. R. Rahman compuso la canción "Hosanna" para la película tamil de 2010 Vinnaithaandi Varuvaayaa. Aquí la palabra es utilizada como una exclamación de alegría cuándo un hombre ve a su amada.
Los comediantes americanos Tim y Eric utilizan la frase blessed Hosanna libremente en su obra "Morning Prayer with Skott and Behr".